# Neretva
El Neretva (en ciríl·lic serbi: Неретва, pronunciat [něreːtʋa]), també conegut com Narenta) és el principal riu d'Hercegovina i de Dalmàcia i un dels més important de Bòsnia i Hercegovina i de la part oriental de la conca adriàtica Les fonts del Neretva se situen a 1.320 m d'altitud als Alps dinàrics prop de Jabuka (80 km al sud de Sarajevo). Desemboca a la mar Adriàtica en territori de Croàcia.
En els seus 225 km de curs, la ciutat més important per la que passa és Mostar i el seu famós Pont Vell.
Quatre centrals d'energia hidroelèctrica amb grans preses (més de 150,5 metres) proporcionen protecció contra inundacions, energia i emmagatzematge d'aigua. És reconeguda pel seu entorn natural i la diversitat del seu paisatge.
Els ecosistemes d'aigua dolça han patit un augment de la població i les pressions de desenvolupament associades. Un dels recursos naturals més valuosos de Bòsnia i Hercegovina i Croàcia és el seu recurs d'aigua dolça continguda per una font abundant i rius clars. Situada entre els principals rius regionals (riu Drina a l'est, riu Una a l'oest i riu Sava), la conca de la Neretva conté la font d'aigua potable més significativa.
La Neretva és notable entre els rius de la regió dels Alps Dinàrics, especialment pel que fa als seus diversos ecosistemes i hàbitats, flora i fauna, patrimoni cultural i històric.
S'ha suggerit que el seu nom prové de l'arrel indoeuropea *ner, que significa "bussejar". La mateixa arrel es veu en l'arrel serbocroata "roniti".